# Naftogaz
Naftohaz Ukrajiny (ukrajinsky "Нафтогаз України", přepisováno též jako Naftogaz Ukrajiny) je státní ropná a plynárenská společnost Ukrajiny. Firma provozuje těžbu, dopravu a zpracování zemního plynu a ropy.
Ukrajinský systém potrubí zemního plynu a podzemních plynových skladů provozuje Ukrtranshaz (Ukrtransgaz), dceřiná společnost Naftohazu. V roce 2009 měl Naftohaz 38200 km vysokotlakových tranzitních potrubí a skladovou kapacitu víc než 30 miliard kubických metrů. Tato plynová infrastruktura se nachází mezi Ruskem a EU, a tím je společnost prominentní v regionální politice. Další firma Naftohazu je Haz Ukrajiny (Gaz Ukrajiny), která provozuje lokální distribuci plynu pro místní teplárny.
Naftohaz je významný ukrajinský zaměstnavatel s 175 tisíci pracovníky. V letech 2009–2012 dostal státní podporu víc než 6 miliard dolarů na regulaci cen plynu a drahé dovozy ruské energie vedly k velkým ztrátám. Bývalý konzultant firmy PricewaterhouseCoopers Andrij Kobolěv (Andriy Kobolyev) se stal CEO po revoluci v roce 2014 s úkolem redukovat závislost země na ruském plynu a reformovat obchodní praktiky společnosti.